# Policia de les Nacions Unides
La Policia de les Nacions Unides (UNPOL) és part integrant de les operacions de pau} de les Nacions Unides. Actualment, uns 12.500 oficials de la policia de l'ONU de més de 90 països es despleguen en 12 missions de pau i 6 Missions Polítiques Especials liderades pel Departament d'Afers Polítics de les Nacions Unides. La "missió de policia de les Nacions Unides és millorar la pau i la seguretat internacionals recolzant als Estats membres en situacions de conflicte, postconflicte i altres situacions de crisi per aconseguir serveis policials efectius, eficients, representatius i responsables que serveixin i protegeixin la població".".

## Sumari
Des dels anys seixanta, els Estats membres de les Nacions Unides han aportat agents de policia a les operacions de manteniment de la pau de les Nacions Unides. Les tasques policials d'aquestes operacions es limitaven inicialment al seguiment, l'observació i la presentació d'informes, però a principis dels anys 90, l'assessorament, la tutoria i la formació d'aquest personal es van adoptar en les activitats de les operacions de pau. La policia de les Nacions Unides, amb mandat del Consell de Seguretat de les Nacions Unides, construeix i recolza, o, en cas de mandat, substitueix totalment o parcialment la capacitat policial de l'estat hoste per prevenir i detectar delictes, protegir la vida i la propietat i mantenir públic ordre i seguretat en compliment de l'imperi de la llei i el dret internacional dels drets humans.
A través d'unitats de policia formades, oficials de policia individuals, equips especialitzats i experts civils, la policia de l'ONU persegueix enfocaments de policia dirigits per la comunitat i d'intel·ligència que contribueixen a la protecció dels civils i als drets humans; abordar, entre d'altres, la violència sexual i de gènere, la violència sexual relacionada amb conflictes i la delinqüència greu i organitzada; i realitza investigacions, operacions especials i seguretat electoral (S/2016/952).
Els funcionaris de policia de les Nacions Unides tenen mandat a les missions de l'ONU MINURSO, MINUSMA, UNMIK, UNFICYP, UNIFIL, UNAMID, MINUSTAH, UNMIL, UNOCI, MINUSCA, MONUSCO, UNISFA, UNMISS, UNSOM, UNSMIL, UNAMI, Missió a Colòmbia, UNIOGBIS, UNAMA i UNAMI.
A Kosovo i Timor Oriental la Policia de les Nacions Unides va rebre un mandat executiu per salvaguardar la llei i l'ordre, tot facilitant el llançament d'un nou sistema nacional de servei policial. La missió de la policia de les Nacions Unides a Kosovo va ajudar a establir amb èxit el servei de policia de Kosovo, mentre que a Timor Oriental, els districtes del país van ser lliurats contínuament a la Policia Nacional, mentre que la policia de les Nacions Unides tornava al seu paper més tradicional d'assessorament. i operacions de supervisió. Des de la dècada de 1990, el nombre de policies de les Nacions Unides en acció ha augmentat significativament des de 5.233 en març de 1993 a 14.703 desplegats en març 2011 i fou reduït en 2017 a 11.963 (Març 2017).
La policia de l'ONU es pot desplegar al costat de personal militar o de forma independent. A través del Punt focal mundial per a la policia, la justícia i les correccions Arxivat 2017-09-21 a Wayback Machine., policies de les Nacions Unides de la Divisió de policia de les Nacions Unides també assisteixen als equips de països de l'ONU, guiats pel Coordinador Resident de l'ONU.

## Deures
Els deures i rols del component de la policia de l'ONU (UNPOL) en una operació de manteniment de la pau o en una missió política especial poden variar, depenent de la realitat de cada missió.
Les institucions policials de l'estat hoste són, sovint, responsables principalment del vincle entre el govern i els problemes de seguretat. Per tant, la UNPOL té un paper important en la construcció de la capacitat de les institucions policials de govern amfitrió i d'altres organismes de l'agència, especialment en situacions de conflicte i de postconflicte, incloent programes d'assistència tècnica, col·locació, formació i tutoria, segons el mandat.
En essència, hi ha tres categories diferents per treballar en el component de la policia de les Nacions Unides:
1. Com a Oficial de Policia Individual (IPO): una OPI està secundat temporalment i individualment, per treballar dins de les Nacions Unides i compartir els seus coneixements amb les institucions policials a l'Estat d'acollida. Els esforços de les Nacions Unides consisteixen a portar alts oficials especialitzats a les àrees de missió. Alguns dels requisits per funcionar com a oficial de policia individual, per exemple, tenen almenys 25 anys, màxim 62, amb una experiència laboral mínima de cinc anys.[5]
2. Com a part de la Unitat de Policia Formada (FPU): les funcions de FPU inclouen el control de multituds i la protecció dels actius de l'ONU. Tot el component es valora com una unitat abans de desplegar-se en una operació de manteniment de la pau.[6]
3. Com a personal de categories professionals i superiors: aquest tipus de nomenament pot permetre iniciar una carrera a les Nacions Unides, i sovint cal un màster o una educació superior. Els salaris són més alts i això inclou funcions especials en una missió com a Caps i alts assessors de la policia.

A més, la UNPOL pot ser responsable de:
- Desenvolupament de polítiques i orientacions: Creació de polítiques i orientació i definició dels paràmetres de manteniment de la pau policial internacional.
- Planificació estratègica: Reforçar els recursos i la capacitat de la Divisió de Policia per dur a terme la planificació estratègica.
- Processos de selecció i reclutament: Millora dels esforços per reclutar, seleccionar, implementar i rotar personal altament qualificat en missions. Augment del nombre d'oficials femenines al servei de la policia de les Nacions Unides.
- Suport operatiu a missions a través de la capacitat de policia permanent: Augmentar l'eficàcia del suport operatiu proporcionat per la capacitat de policia permanent.
- Resposta a la violència sexual i de gènere (SGBV): "Reforçar la seva resposta a la violència sexual i de gènere i crear orientacions per ajudar els seus policies".
- Lideratge mundial, associacions i cooperació regional: liderant l'àrea de policia internacional i desenvolupant aliances per a un lliurament més eficaç dels seus mandats.